# Парламентские выборы на Сейшельских Островах (2011)
Внеочередные парламентские выборы на Сейшельских Островах проходили с 29 сентября по 1 октября 2011 года.
Национальная ассамблея была распущена 12 июля 2011 года. Хотя роспуск парламента был отменён Конституционным судом 18 июля 2011 года по процедурным соображениям и суд постановил парламенту вновь собраться 19 июля 2011 года, парламент был таки распущен чуть позже в том же месяце.
Основная оппозиционная партия Сейшельская национальная партия решила бойкотировать выборы в знак протеста против правительственного провала изменения избирательного закона относительно того, сколько партия имеет права потратить на предвыборную кампанию. Правящая Народная партия победила с почти 89 % голосов. Оппозиционное Народное демократическое движение, сформированное из бывших депутатов от Народной партии, получило около 11 % и заявила, что будет опротестовывать результаты в суде. Явка составила 74,3 % с исключительно высокой долей недействительных бюллетеней, которая достигла 31,87 %.

## Результаты
| Партия                                                                              | Голоса | %      | Места      | Места                | Места | Места |
| Партия                                                                              | Голоса | %      | По округам | По партийным спискам | Всего | +/–   |
| ----------------------------------------------------------------------------------- | ------ | ------ | ---------- | -------------------- | ----- | ----- |
| Народная партия                                                                     | 31 123 | 88,56% | 25         | 6                    | 31    | +7    |
| Народное демократическое движение                                                   | 3 828  | 10,89  | 0          | 0                    | 0     | новая |
| Независимые                                                                         | 194    | 0,55   | 0          | 0                    | 0     | 0     |
| Недействительных/пустых бюллетеней                                                  |        | 31,87  | –          | –                    | –     | –     |
| Действительных бюллетеней/Явка                                                      | 35 145 | 74,3   | 25         | 6                    | 31    | –3    |
| Источник: Seychelles News Agency Архивная копия от 9 ноября 2016 на Wayback Machine |        |        |            |                      |       |       |